# 心音図
心音図（しんおんず、英語: Phonocardiogram, PCG）とは、心臓が発生させる音を非常に正確に録音し、それを時間軸上にプロットして図にしたものである。

ウィガーズ図と呼ばれる心臓に関する記録図。この中の一番下の線が心音図である。

心臓が発する主な音は、心臓に存在する弁が閉鎖する時に鳴る。すなわち、収縮(en:Systole)が始まる時に房室弁（左心房と左心室の間に存在する僧帽弁と、右心房と右心室の間に存在する三尖弁）が閉鎖する音や、拡張(en:Diastole)が始まる時に動脈弁（大動脈の基始部に存在する大動脈弁と、肺動脈の基始部に存在する肺動脈弁）が閉鎖する音である。しかし、この他にもヒトでは聴き取れないような音も発生している。また、場合によっては心雑音（正常な心臓では発生しない音）が発生することもある。これらの音を、適切な時間にわたって録音し、図にする。こうすることによって心周期を知ることができ、場合によっては心疾患を発見できることもある。また、心臓に作用する薬剤の効果が出たのかどうかの情報が得られることもある。
なお、音を録音するだけなので、心音図は侵襲無く作成できるという特徴がある。また、聴診器を使ってヒトが音を聴き取るよりも正確だとされており、そして、心音図は聴診器の場合と違って記録として残すことができるという特徴もある。